# Orbiculobates orbiculus
Orbiculobates orbiculus är en kvalsterart som först beskrevs av Grandjean 1929.  Orbiculobates orbiculus ingår i släktet Orbiculobates och familjen Plasmobatidae. Inga underarter finns listade i Catalogue of Life.